# Lake MacKintosh
Lake MacKintosh är en sjö i Australien. Den ligger i delstaten Tasmanien, i den sydöstra delen av landet, omkring 190 kilometer nordväst om delstatshuvudstaden Hobart. Lake MacKintosh ligger 221 meter över havet. Arean är 22,7 kvadratkilometer. Den sträcker sig 14,3 kilometer i nord-sydlig riktning, och 4,3 kilometer i öst-västlig riktning.
I omgivningarna runt Lake MacKintosh växer i huvudsak städsegrön lövskog. Trakten runt Lake MacKintosh är nära nog obefolkad, med mindre än två invånare per kvadratkilometer. Genomsnittlig årsnederbörd är 2 426 millimeter. Den regnigaste månaden är augusti, med i genomsnitt 307 mm nederbörd, och den torraste är februari, med 103 mm nederbörd.